# Eklingji
Eklingji (manchmal auch als Kailashpuri = „Stadt des Kailash“ bezeichnet) ist ein kleiner Ort im indischen Bundesstaat Rajasthan. Es ist in erster Linie eine hinduistische-Tempelstadt mit angeblich mehr als 100 Tempeln. Der Name des Ortes bedeutet „Ein Lingam“ und weist auf das dem Gott Shiva geweihte Hauptheiligtum hin.

## Lage
Eklingji liegt etwa 20 km (Fahrtstrecke) nördlich von Udaipur unmittelbar an der NH8 in den Aravalli-Bergen. Der idyllisch gelegene Tempelbezirk von Nagda mit seinen zwei sehenswerten Hindu-Tempeln befindet sich nur etwa 2,5 km in südwestlicher Richtung entfernt.

## Geschichte
Die überlieferte Geschichte von Eklingji und seinen Tempeln reicht bis ins 8./9. Jahrhundert zurück. Im 13. Jahrhundert wurde die Tempelstadt von moslemischen Heereseinheiten des Sultanats von Delhi unter ihrem Anführer Iltutmish zerstört. Aus den Ruinen wurden jedoch – bei Hindus eigentlich unüblich – neue Tempel errichtet – wahrscheinlich deshalb, weil die Fürsten von Mewar die Tempelstätte als ihr Familienheiligtum erwählt hatten.

## Tempelbezirk
Der Tempelbezirk ist von einer hohen Mauer umschlossen; der Eingang befindet sich auf der Südseite. Das Gelände ist dicht gefüllt mit kleineren und größeren Tempeln, die von Angehörigen der Fürstenfamilie und von wohlhabenden Kaufleuten und Händlern gestiftet wurden. Das Hauptheiligtum ist ein Shiva-Tempel mit einem – stets mit Blumengirlanden geschmückten – viergesichtigen Lingam aus poliertem schwarzem Marmor, der sich innerhalb einer Yoni erhebt und die Universalität Shivas (Gesichter = vier Himmelsrichtungen; Lingam = Weltachse) versinnbildlicht. Manchmal werden die vier Gesichter mit ihren weißumrandeten Pupillen auch als Brahma, Vishnu, Surya und Rudra interpretiert, die Gott Shiva untergeordnet sind. Mehrere Nandi-Bullen – die Reittiere (vahanas) des Gottes – umgeben den Sanktumsbereich (garbhagriha). Der Haupttempel ist von weitem erkennbar an seinem hohen Shikhara-Turm, der von kleinen Stütztürmchen (urushringas) begleitet ist; Haupt- und Begleittürme werden von ringförmigen Steinen (amalakas) mit vasenartigen Aufsätzen (kalashas) überhöht.

## Öffnungszeiten
Der Tempelbezirk ist für Touristen nicht immer zugänglich und die Öffnungszeiten werden recht willkürlich gehandhabt; meistens ist die Anlage in den Nachmittagsstunden geöffnet. Kürzere Wartezeiten können durch einen Spaziergang entlang der vielen Souvenirläden überbrückt werden; bei längeren Wartezeiten empfiehlt sich ein Abstecher zu den 2,5 km entfernten Tempeln von Nagda.